# Live at Montreux 1980/1974
Live At Montreux 1980/1974 es el primer DVD del músico norirlandés Van Morrison, publicado en 2006.
El video está integrado por dos conciertos de Van Morrison en el Festival de Jazz de Montreux, Suiza. En mayo de 2007, Live At Montreux 1980/1974 fue certificado como disco de oro.

## Lista de canciones
Todas las canciones compuestas por Van Morrison.

### Disco uno: Live At Montreux - 1980
1. "Wavelength" - 7:44
2. "Kingdom Hall" - 4:24
3. "And It Stoned Me" - 4:00
4. "Troubadours" - 5:52
5. "Spirit" - 9:06
6. "Joyous Sound" - 2:52
7. "Satisfied" - 7:01
8. "Ballerina" - 7:12
9. "Summertime in England" - 10:03
10. "Moondance" - 4:11
11. "Haunts Of Ancient Peace" - 7:53
12. "Wild Night" - 3:20
13. "Listen to the Lion" - 7:02
14. "Tupelo Honey" - 8:17
15. "Angelou" - 9:22

### Disco dos: Live At Montreux - 1974
1. "Twilight Zone" - 6:34
2. "I Like It Like That" - 4:53
3. "Foggy Mountain Top" - 4:34
4. "Bulbs" - 5:25
5. "Swiss Cheese" - 4:50
6. "Heathrow Shuffle" - 3:27
7. "Naked in the Jungle" - 6:33
8. "Street Choir" - 6:47
9. "Harmonica Boogie" - 11:36

## Personal
Disco uno
- Van Morrison: voz y guitarra eléctrica.
- Pee Wee Ellis: saxofones soprano, tenor, alto y barítono y coros.
- Mark Isham: saxofón soprano, trompeta, fliscorno, trompeta piccolo y coros.
- John Allair: órgano Hammond, sintetizador y coros.
- Jeff Labes: piano y piano Rhodes.
- John Platania: guitarra eléctrica.
- David Hayes: bajo y coros.
- Dahaud Shaar: batería y percusión.
- Peter Van Hooke: batería.

Disco dos
- Van Morrison: voz, guitarra acústica, saxofón alto y armónica.
- Pete Wingfield: piano, piano Wurlitzer y coros.
- Jerome Rimson: bajo y coros.
- Dallas Taylor: batería.